# H&K HK4
H&K HK4は、ドイツの銃器メーカーであるヘッケラー&コッホ（H&K）社が1964年に開発した自動式拳銃。名称の「4」は、本銃が4種類の弾薬に対応している点に因んでいる。

## 概要
HK4は、第二次世界大戦後に西ドイツで設立されたH&K社が初めて開発した自動式拳銃である。設計は元モーゼル社の設計技師であったMax Siedelによって行われており、Siedelが過去に設計したモーゼルHSc拳銃を改良したものとなっている。
ハンマー露出型のダブルアクション式中型拳銃で、シンプルブローバックで動作する。本銃の特徴は4種類の弾薬（.380ACP弾、.32ACP弾、.25ACP弾、.22LR弾）に対応していることで、各弾薬に対応した銃身やリコイルスプリング、弾倉などがセットで販売されており、容易に組み替えることができた。携帯しやすい流線型のデザインで、スライド左側面にデコッキングレバーを兼ねたマニュアルセフティが配置されている。スライドストップはあるがリリースレバーはなく、弾を撃ち切って後退したスライドは、装填された弾倉を挿入することで前進する仕組みであった。
ドイツの警察機関で採用されたほか、民間にも販売された。中型拳銃としてよくまとまった設計であり、信頼性が高いと評価されている。アメリカ合衆国ではハーリントン＆リチャードソン社が輸入を行い、1960年代から70年代にかけて人気を博した。